# Nombre de Taylor
Le nombre de Taylor {\displaystyle (Ta)} est un nombre sans dimension utilisé en mécanique des fluides pour caractériser la stabilité de l'écoulement d'un fluide placé entre deux tubes concentriques. Il correspond au rapport des forces centrifuges sur les forces visqueuses.
Ce nombre porte le nom de Geoffrey Ingram Taylor, physicien et ingénieur britannique.
On le définit de la manière suivante :
{\displaystyle Ta={\frac {4\omega ^{2}{L_{c}}^{4}}{\nu ^{2}}}}
avec :
- ω - vitesse angulaire
- Lc - longueur caractéristique
- ν - viscosité cinématique

À partir d'une valeur critique pour le nombre de Taylor, déterminée par la vitesse de rotation angulaire ωcritique du tube intérieur, des instabilités apparaissent créant un flux convectif dans le fluide placé entre les deux tubes.